# Vichy pendant la Seconde Guerre mondiale
Cet article traite de la ville de Vichy pendant la Seconde Guerre mondiale ; pour l'État français, voir Régime de Vichy.
Vichy est le siège du Gouvernement de l'« État français » — plus connu sous le nom de régime de Vichy — entre juillet 1940 et août 1944. La station thermale de l'Allier, située alors en zone libre, est choisie principalement par sa forte capacité hôtelière et son accès assez rapide à Paris.

## Pendant ladrôle de guerreet labataille de France
Le déclenchement de la Seconde Guerre mondiale affecte Vichy qui voit son activité thermale presque arrêtée au printemps 1940. La ville a accueilli pendant l'hiver précédent des familles juives qui avaient réussi à fuir la Pologne et la Tchécoslovaquie occupées. Des militaires polonais qui avaient fui l'invasion de leur pays par l'Allemagne et l'Union soviétique trouvent également refuge à Vichy. Ils s’entraînent alors aux Ailes (sur le terrain de l'actuelle école maternelle Pierre Coulon), un quartier périphérique de la ville. 
Avec le début des combats en France, en mai 1940, Vichy accueille ses premiers blessés arrivés dans un convoi. Ils sont répartis dans trois des grands hôtels : l'hôtel Thermal (actuel Aletti Palace), l'hôtel Radio et l'hôtel des Bains. L'avancée des troupes allemandes dans le nord et l'est de la France précipite l'arrivée de réfugiés. Dès le 13 mai, 5000 réfugiés belges et luxembourgeois sont accueillis à Vichy et 7000 autres dans le reste du Bourbonnais. Dix jours plus tard, 1600 nouveaux Belges arrivent, plus démunis que les précédents, que la mairie héberge au concours hippique. À la fin du mois, la population de la station thermale a doublé.    
Le 16 juin, avec le reflux de l'armée française, son grand-quartier général s'installe à Vichy, un jour avant la demande d'armistice par le maréchal Pétain. Ils s'installent dans les hôtels mitoyens du Parc et du Majestic qui sont réquisitionnés. Mais face à l'avancée allemande, ils quittent la ville le 17. Deux jours plus tard, les premiers soldats allemands traversent Vichy pour s'emparer du pont de Bellerive et empêcher que les Français ne le fassent sauter. Malgré les ordres du général d'Humières qui souhaitait résister aux Allemands, le maire Pierre-Victor Léger et l'ancien député de l'Allier et récent ex-ministre des Finances Lucien Lamoureux déclarent Vichy ville ouverte pour éviter son bombardement.

## Choix de Vichy
Face à la rapide avance des armées allemandes, le gouvernement de Paul Reynaud s'est réfugié à Tours puis à Bordeaux où un départ vers l'Afrique du Nord est alors envisagé. Mais les partisans de l'Armistice l'emportent, Paul Reynaud démissionne et le maréchal Pétain forme un nouveau gouvernement. Le 29 juin, après la signature de l'Armistice, Bordeaux se trouvant en zone occupée, le gouvernement souhaite s'installer en zone libre. Les Allemands venant d'évacuer Clermont-Ferrand, le gouvernement s'y rend via Périgueux et Brive-la-Gaillarde. Mais la cité auvergnate se révèle rapidement peu adaptée et ne plait pas aux ministres et fonctionnaires. Manquant de logements adaptés, les autorités sont dispersées : le président de la République est ainsi logé à Royat, les présidents de la chambre des Députés et du Sénat à la Bourboule (dans les villas Paradiso et San Pedro). Les ministres étaient mal installés et se plaignaient des difficultés à travailler. Ainsi le ministère des Affaires étrangères se retrouve dans une maison clermontoise de quelques pièces seulement, avec une capacité téléphonique et électrique insuffisante. 
Clermont-Ferrand était aussi jugée trop ouvrière, s'étant développée autour des usines Michelin. En mai-juin 1936, elle avait été un bastion des grandes grèves et a voté ensuite massivement pour le Front populaire. Elle abrite aussi de nombreux réfugiés espagnols et le journal local La Montagne est hostile à l'Armistice. Le gouvernement craint donc des mouvements sociaux. Se pose alors la question de quelle ville pour abriter le gouvernement. Des délibérations se tiennent alors pour trouver un autre point de chute. 
Toulouse apparaît trop excentrée et ne pas offrir assez de logements. La ville avait une orientation politique clairement à gauche et là encore la présence de réfugiés républicains espagnols faisait peur. 
Marseille a mauvaise réputation depuis l'assassinat du roi Alexandre de Yougoslavie en 1934 et l'incendie des Nouvelles Galeries en 1938 qui avait montré l'incurie de certains services municipaux. La ville est aussi connue dans le reste de la France pour ses bas-fonds ou ses histoires cocasses. De plus le ravitaillement parait délicat. 
Lyon apparaît comme la meilleure candidate pour ce gouvernement conservateur. "Capitale des Gaules", c'est une grande ville bourgeoise et catholique à la réputation internationale pour son excellence gastronomique. Le ministre de l'Intérieur, Adrien Marquet y est favorable. Mais certains ministres craignent des mouvements sociaux d'une grande agglomération et le Maréchal va s'y opposer principalement car Édouard Herriot, alors encore président de la chambre des Députés, en est le maire. 
Vichy est alors proposé. Paul Baudoin, ancienne éminence grise de Paul Reynaud et récent ministre des Affaires étrangères du gouvernement Pétain, affirmera que c'était son idée mais Raphaël Alibert, sous-secrétaire d'État à la présidence du Conseil, qui y avait soigné ses ictères, semble l'avoir également suggérée. 
La ville thermale dispose de plusieurs atouts : 
- petite ville dont la population permanente est réduite et aisée[2] ;
- dispose d'une très grand nombre d'hôtels de différentes catégories dont plusieurs palaces, alors non utilisés pour cause de guerre, et habitués à recevoir une clientèle huppée ;
- un terminal téléphonique parmi les plus modernes d'Europe (installé en 1935 pour les curistes étrangers, Georges Mandel alors ministre des PTT était venu l'inaugurer avec la nouvelle poste) ;
- une campagne environnante fortement agricole permettant d'envisager un approvisionnement aisé ;
- une proximité de la zone occupée, le pont Régemortes qui franchit l'Allier à Moulins, alors le principal point de passage de la ligne de démarcation, n'est qu'à une cinquantaine de kilomètres ;
- un accès assez aisé à Paris, avec laquelle les liaisons routières et ferroviaires avaient été réaménagées ces dernières années. Le Thermal Express mettait ainsi Vichy à 4h30 de la gare parisienne d'Orsay[2] ;

Ce choix plait à Pétain, à Weygand ainsi qu'aux militaires. L'armée qui resterait à Clermont-Ferrand ne serait pas éloignée et la station thermale dispose d'un hôpital militaire, l'hôpital thermal des armées que de nombreux officiers ont fréquenté pour se reposer de leur période coloniale. 
Ce choix convient aussi à Pierre Laval, bien qu'il aurait préféré initialement rester à Clermont-Ferrand pour pouvoir suivre au plus près ses affaires dont l'imprimerie Mont-Louis qui connaît une importante activité car une des seules capables d'imprimer des journaux en zone libre. Il possède le château de Chateldon, dans le nord du département du Puy-de-Dôme, dans le village dont il est originaire et situé à vingt kilomètres au sud de Vichy. 
Il semble que Pétain n'ait jamais séjourné auparavant à Vichy même s'il avait déjà fait plusieurs cures dans différentes stations thermales. Une visite de la ville dont il appréciera l'architecture finit de le convaincre. 
La station thermale accueille les curistes pendant la saison estivale mais n'est pas conçue pour les abriter en hiver. Ainsi beaucoup d'hôtels ne disposent pas de chauffage dans les chambres. Mais la plupart des membres du gouvernement et des hauts fonctionnaires pensent que ce n'est qu'une installation provisoire en attendant la signature d'un traité de paix avec l'Allemagne (donc une victoire de celle-ci contre le Royaume-Uni) qui permettrait une réinstallation rapide à Paris.

## Installation dans la ville
Le 1er juillet 1940, dans l'après-midi, le gouvernement se transfère donc à Vichy. La route entre Clermont et la station thermale sera interdite à la circulation entre 15h et 16h30 pour permettre ce transfert,. 
Cette arrivée n'est pas simple car la ville est surpeuplée, comme Cusset et Bellerive, avec de très nombreux réfugiés mais aussi les curistes. Les 140 000 chambres d'hôtels et de pensions sont toutes prises mais également de nombreux autres bâtiments accueillant les réfugiés. Le 1er juillet, plusieurs hôtels et bâtiments publics sont donc réquisitionnés et leurs occupants évacués. 
L'hôtel du Parc et l'hôtel mitoyen Majestic, les plus huppés de Vichy, accueillent le Maréchal et son gouvernement ainsi que des hauts fonctionnaires (la rue du Parc passant devant l'hôtel sera renommée plus tard rue du Maréchal-Pétain). Pétain travaille et dort à l'hôtel du Parc. Laval lui regagne chaque soir son domicile, au château de Chateldon, à une vingtaine de kilomètres au sud de Vichy.
Les différents ministères, direction, et secrétariat se répartissent dans les autres hôtels de la ville,: 
- le ministère de l’Information à l’hôtel de la Paix et son secrétariat à la propagande à l'hôtel de Grignan
- le ministère de l’Instruction publique, le secrétariat aux Sports, et le secrétariat à la Jeunesse dans les hôtels du Plaza et des Princes.
- le secrétariat d’Etat à la Guerre, le Service de renseignements de l’Armée de l’air, l’Etat-Major des Armées et une partie de la Légion française des combattants à l'hôtel International
- le bureau de la Chancellerie de la Légion d'honneur, la Délégation générale aux relations économiques franco-allemandes, et une partie du secrétariat d'État à la Guerre au Thermal Palace (devenu Aletti Palace)
- le corps diplomatique dans l'hôtel des Ambassadeurs
- les secrétariats d’État à l’aviation, à la Santé, et le commissariat général à la famille à l’hôtel Radio (ex Ruhl)
- les ministères de la Justice et des Finances, la direction des douanes, le secrétariat d’État au Travail, le secrétariat aux Colonies, le secrétariat d’État à la production industrielle au Carlton
- le ministère de l'Agriculture et du Ravitaillement à l'hôtel Le Mondial
- le secrétariat d’État à la Marine, l’Amirauté Française, l’État-major des forces maritimes, et la direction de la Marine marchande au Helder
- le secrétariat d’État à l’Intérieur, secrétariat général pour la Police, service des Renseignements généraux, et l'inspection des camps d’internement du territoire à l’hôtel des Célestins (devenu lycée puis collège des Célestins)
- le Commissariat aux questions juives et à l’aryanisation à l’hôtel Algéria
- à partir de 1942 différents bureaux du ministère de la guerre à l’hôtel Les Bains

Le 8 juillet, on rouvre et on aménage le Grand casino pour le transformer en chambre des Députés. C'est là que deux jours plus tard, le 10 juillet seront votés les pleins pouvoirs au maréchal Pétain, mettant fin à la IIIe République et marquant le début de l'« État français » qui par métonymie sera appelé le régime de Vichy. 
Le président Albert Lebrun installé au pavillon Sévigné, quitte Vichy après le vote des pleins pouvoirs à Pétain pour se retirer dans sa maison familiale de Vizille en Isère. Le pavillon Sévigné devient alors la résidence de Pétain, qu'il n'occupe que l'été, préférant l'hiver résider à l'hôtel du Parc. Le maréchal séjournera également durant l'été au château du Bost à Bellerive (1941) puis au château de Charmeil (1942 et 1943) pour échapper à la chaleur de Vichy. Son épouse s'installe dans l'hôtel Majestic, mitoyen de l'hôtel du Parc.

## Vichy juillet 1940 - novembre 1942
La population de la ville est multipliée par cinq au cours du seconde semestre de 1940, passant à plus de 120 000 personnes (soit normalement le nombre de curistes accueillis sur toute une saison thermale) dont 45 000 fonctionnaires. Cela pose de sérieux problèmes de logements et d'approvisionnement surtout que la plupart des hôtels, qui ne fonctionnent habituellement qu'en saison, ne sont pas équipés de chauffage.

## Vichy novembre 1942 - août 1944, l'occupation allemande
Après le débarquement allié en Afrique du Nord, les Allemands envahissent la zone libre. Dès le soir du 10 novembre 1942, la 7e armée fait route vers Vichy et Toulon.
La ville est occupée dès le lendemain et la Gestapo, avec à sa tête Hugo Geissler s'y installe, occupant l'hôtel du Portugal (jusque-là occupé par le secrétariat à l'Information et des services du ministère des Finances) et plusieurs villas du boulevard des États-Unis.

## Après guerre, l'image de la ville
L'image de la ville sortira ternie de cette période. Les historiens vont rapidement imposer l'expression « gouvernement ou régime de Vichy » souvent simplement abrégé « Vichy » ressentie comme dévalorisante par les habitants d'autant que les années d'après-guerre avec la décolonisation et l'évolution des loisirs toucheront durement la station thermale qui ne retrouvera plus son lustre et l'activité d'avant-guerre. Ainsi « les Vichyssois quasiment absents de l’histoire de l'État français mais contraints d’en supporter le discrédit ».